# Záboj (Zvonař)
Záboj je opera českého skladatele Josefa Leopolda Zvonaře z let 1859–1862. Libreto napsal spisovatel Alois Vojtěch Šmilovský na motivy jedné z básní Rukopisu královédvorského. Opera nikdy nebyla scénicky uvedena, byly pouze koncertně provedeny úryvky. Jedná se o jednu z prvních českých oper.

## Vznik a historie díla
Jediná Zvonařova opera patří mezi první opery na český text psané pro profesionální scénu. Před ní byly uvedeny pouze Dráteník (1828), Oldřich a Božena (1828) a Libušin sňatek (1835) Františka Škroupa, Žižkův dub Františka Bedřicha Kotta (1841) a Žižkův dub Jiřího Macourka (1847); Švédové v Praze Jana Nepomuka Škroupa zůstávali v rukopise.
Libreto Zvonařovi, který v té době působil na pražské varhanické škole, poskytl populární obrozenecký spisovatel Alois Vojtěch Šmilovský. Jedná se o jediné operní libreto v jeho tvorbě, která však zahrnuje značné množství divadelních her. Zvonař začal partituru psát již v roce 1859, intenzivněji se jí však začal zabývat v době příprav otevření pražského Prozatímního divadla, prvního českého profesionálního divadla. Zvonař dokončil 15. června 1861 první jednání, 10. ledna 1862 třetí a 23. ledna téhož roku i prostřední. Protože by bylo vhodné započít činnost nového divadla domácími díly, měl se stát Záboj zahajovacím představením anebo alespoň první uvedenou českou operou. Ředitelství však operu nakonec nepřijalo. Navíc cenzura v obavě před národnostními rozmíškami zakazovala přímé představování boje mezi Čechy a Němci na jevišti. Namísto Záboje a při nedostatku jiné původní české zpěvohry byl nakonec operní provoz Prozatímního divadla zahájen 18. listopadu 1862 Cherubiniho Vodařem.
Slabinou opery bylo libreto, které postrádalo dramatický náboj i v nejvypjatějších momentech; navíc dějová linie fakticky končí již ve druhém jednání, a třetí akt je proto zbytečný. Scény jsou vesměs statické a verše – slovy Emila Axmana – „ne příliš duchaplné“. Ani partitura, jejíž značnou část zabírají sbory, současníky nepřesvědčila a i dobový zastánce uvedení této „vlastenecké zpěvohry“ přiznává, že „by se co do zpěvní části leccos namítati dalo“.
Zvonař pak neúspěšně usiloval o uvedení své opery, přestože byl podporován svými přáteli z Umělecké besedy (např. Janem Nerudou a Bedřichem Smetanou), kteří v tisku upozorňovali na ladem ležící operu. Koncertně byly nakonec uvedeny jen ukázky ze Záboje, a to nejprve na koncertě techniků 8. března 1863 na Žofíně, kdy p. Švarc a orchestr Prozatímního divadla pod vedením kapelníka Jana Nepomuka Maýra provedli zpěv Záboje z počátku 2. obrazu prvního dějství. Provedení bylo kritizováno, vina za neúspěch byla kladena dirigentovi. Další dva úryvky – především konec zmíněného 2. obrazu prvního dějství – byly provedeny 4. března 1865 na druhém abonentním koncertě Umělecké besedy dirigovaném Bedřichem Smetanou. Roli Záboje zpíval Josef Lev. I když názor kritika na hudební stránku díla nebyl jednoznačný, přesto litoval, že opera dosud nebyla obecenstvu představena vcelku, a poznamenává, že ředitelství divadla již skladateli uvedení nabízelo, „avšak způsobem takovým, že raději o něm zde pomlčeti chceme“. Nedlouho poté, 23. listopadu 1865, Zvonař zemřel a jeho opera se již nedostala na jeviště, a to ani poté, co kapelnictví v Prozatímním divadle převzal Smetana.

## Osoby
- Bohuna, mladá dívka, soprán
- Věštkyně, alt
- Slavoj, tenor
- Luděk, franský podmanitel, tenor
- Záboj, baryton
- Ctibor, velekněz český, bas
- Český lid obojího pohlaví, franští vojínové

## Děj opery

### 1. dějství
(Lesní krajina, obětiště) Probíhá slavnost Vesny na skále pod rozložitou lípou. Obětní obřad vede starý velekněz Ctibor (č. 1: úvod, sbor ženský a mužský Jak sněhobílá holubice). Ten vyzývá všechny, kdo bohyni přinesli zvláštní dar, aby přistoupili k obětišti (č. 2: jednozpěv a sbor). Na jeho výzvu přichází mladá dívka Bohuna, jejíž obětinou je bílá holubice (č. 3: recitativ a romance). Ctibor její oběť přijímá a obřad pokračuje (č. 4 a 5: jednozpěv a chorál). Pohanskou modlitbu však přeruší zpěv německého vojska, před jehož příchod em varuje i přibíhající Slavoj (č. 6: sbor). Slavoj chce s lidem bránit posvátné místo, Ctibor jej však vyzývá k odchodu: vlasti vzejde mír, když stařec umře pro bohy a čistá dívka se jim zasvětí. Na místě zůstanou jen Ctibor a Bohuna: němečtí vojínové s Luďkem v čele se přihrnou, starce zabijí a dívku odvlekou (č. 7: píseň, střídavý zpěv).
(Proměna) Na vysokém vrchu stojí zamyšlený rek Záboj a hledí do kraje (č. 8: duma Jak's, ó drahá vlasti, krásná, i když žalostí se chvěješ!). Záboje spatří z údolí Slavoj; přispěchá k němu a vypravuje mu o přepadení a zabití Ctiborově a o unesení Bohuny a vyzývá bratra k pomstě. Záboj nadšeně svoluje, vysílá Slavoje, aby sezval bojeschopné muže a k večeru třetího dne aby se tajně shromáždili v úvalu (č. 9: recitativ-árie A mlčel k tomu bohů hněv! Aj, bratře, jdi od muže k muži). On sám rovněž odchází šířit tuto zprávu. Cestou Záboj zaslechne pastevcovu píseň, jež mu připomene blahé dny míru a ještě více jej rozohní (č. 10: píseň pastevce a árie Tak znívaly zpěvy míru šťastných ondy… Potěš se slunka, vlasti má).

### 2. dějství
(Hluboký úval v lese) čeští bojovníci se shromáždili, vládne teskná nálada. Záboj hraje na varyto a zpívá píseň o zkáze vlasti, již přivedl cizinec kácející a tupící české bohy a uvádějící národ v porobu. Vyzývá Čechy, aby se obrátili proti nepříteli a svrhli jeho jho. Shromáždění muži jeho výzvu nadšeně vyslechnou a chystají se k boji (č. 11: úvod, duma a píseň Vstaň, bohů pane, v hněvě svém, č. 12: jednozpěv se sborem a č. 13: chorál-sbor).
(Proměna – rovina v horách) Svítá. Na skalisku pod lípou se probouzí Bohuna a vycházejícímu slunci žaluje na svůj osud: cožpak ji mladý lovec, o němž snila, nepřijde vysvobodit ze zajetí? (č. 14: duma). Vyhledá ji Luděk a zapřádá s ní přes dívčin odpor milostný rozhovor (č. 15: arioso, píseň a střídavý zpěv). Ruch v táboře předznamenává příchod českých vojínů. Slavoj spěchá vysvobodit Bohunu, ta však klesá ranou Luďkovou. Ctiborův duch vítá naplnění věštby a předpovídá Čechům svobodu. V osobním souboji je Luděk poražen Zábojem a německé vojsko se obrací na útěk (č. 16: scéna a vítězná píseň-sbor).

### 3. dějství
(Táž scéna jako v prvém jednání) Při obětišti je navršena Ctiborova mohyla, u níž se modlí lid. Přicházejí vítězné české voje vedené Zábojem a Slavojem, na štítě přinášejí mrtvou Bohunu (č. 17: úvod, chorál a scéna). . Záboj lituje bratra, jemuž osud vyrval milovanou dívku (č. 18: jednozpěv a sbor). Ze zástupu vystupuje věštkyně, jež oslavuje Záboje a dává mu do ruky pochodeň, aby zažehl nový posvátný oheň (č. 19: slávozpěv Bohům, ty synu velemilý, posvátný oheň rozsvěť jim). I lid pěje slávu Zábojovi a všichni vyjadřují víru v šťastnou budoucnost vlasti (č. 20: sbor).

## Nahrávky
Árii Záboje z 2. obrazu 1. jednání „A mlčel k tomu bohů hněv“ zpívá Ivan Kusnjer na CD „Rarity české opery“ (2011) (Supraphon, SU 4074-2 611).
V archivech Českého rozhlasu se nachází též nahrávka romance Bohuny z 1. obrazu 1. dějství, kterou pořídil ostravský rozhlas roku 1955: zpívá Zdenka Diváková, Ostravský komorní orchestr řídí Rudolf Vašata.